# Rubus signatus
Rubus signatus är en rosväxtart som beskrevs av Liberty Hyde Bailey. Rubus signatus ingår i släktet rubusar, och familjen rosväxter. Inga underarter finns listade i Catalogue of Life.